# Castello Brown
El Castello Brown és una casa-museu situada a una certa alçada per sobre del port de Portofino, Itàlia. El castell està ben situat per a la defensa del port, i segons el Registre de Gènova, va ser utilitzat com baluard de defensa des del segle xv.

## Història
Segons l'Oficina del Registre de Gènova, piles de canó van ser construïdes en el lloc a principis del segle xvi, i enginyer militar Giovanni Maria Olgiati va dibuixar els plànols per una fortalesa cap el 1554. El castell resultant va ser completat el 1557, i, el 1575, va ser utilitzat per a contestar un atac a la ciutat per part de Giò Andreu Doria. L'estructura va ser ampliada entre 1622 i 1624, havent sobreviscut d'aquesta forma durant un segle i mig. La petita torre va ser destruïda el 1798 per un atac anglès durant la República Lígur de Napoleó. El castell va ser abandonat el 1815, després del Congrés de Viena.
El 1867, l'estructura va ser adquirida per 7,000 lires per Montague Yeats-Brown, el cònsol anglès a Gènova. Amb la feina de l'arquitecte Alfredo d'Andrade i el consell del seu amic i artista James Harris el fort va ser transformat en una vil·la comfortable sense alteracions substancials en la seva estructura general. Els seus descendents van mantenir la propietat fins 1949. Aleshores el castell va ser venut una parella anglesa, el Coronel John Baber i la seva esposa, que van restaurar moltes seccions en ruïnes. Finalment els darrers propietaris van vendre el baluard a la ciutat de Portofino l'any 1961.

## Curiositats
Elizabeth von Arnim va escriure al castell, el seu llibre Un abril prodigiós, el 1922. La pel·lícula de 1992, basada en la novel·la, també es va filmar al castell.